# Zwack

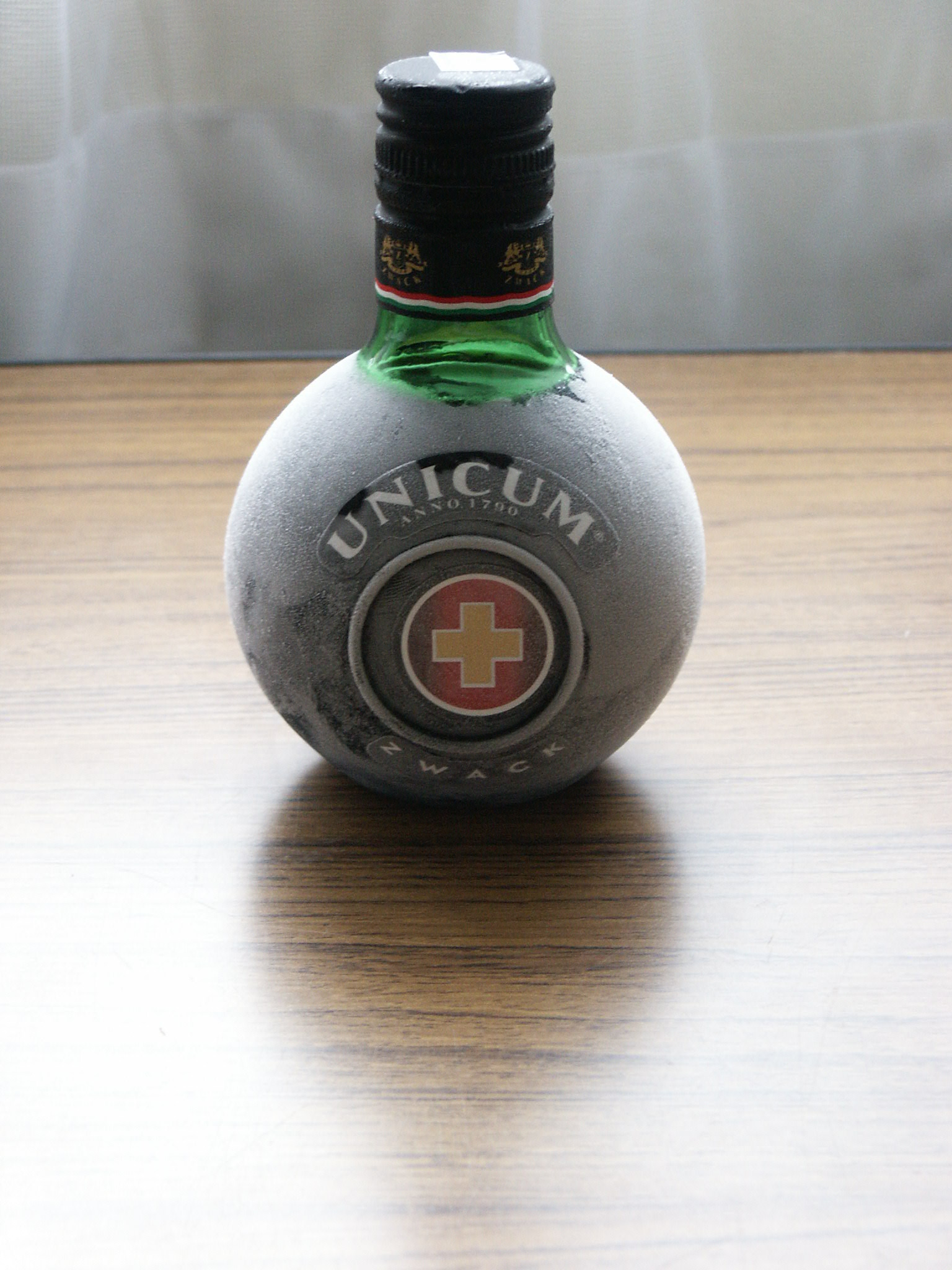
Botella de unicum, producto estrella de la empresa Zwack.

Zwack es una compañía húngara que produce una variedad de licores típicos de las diferentes localidades de Hungría. La empresa se fundó en el año 1840, por József Zwack. Uno de los productos estrella es el licor denominado Unicum, un licor de hierbas elaborado con una receta secreta de 40 hierbas, la empresa produce también algunos brandies, así como un vino húngaro que se clasifica entre los vintages de Tokaji.